# Billy Howerdel
Billy Howerdel (ur. 18 maja 1970) – amerykański gitarzysta, założyciel, kompozytor, autor tekstów oraz producent grającego rock alternatywny zespołu A Perfect Circle.
Billy Howerdel urodził się 18 maja 1970 w New Jersey. Tam też spędził dzieciństwo oraz dorastał. Uczęszczał do West Milford Township High School w West Milford, New Jersey. Już podczas nauki w szkole dał się poznać jako sprawny realizator dźwięku w trakcie zajęć szkolnych związanych z produkcją programów telewizyjnych. Nauczyciel odpowiedzialny za program zajęć nakłonił także Billa do zakupu jego pierwszej gitary w Nowym Jorku. Prawdopodobnie, te wydarzenia przyczyniły się do rozpoczęcia pracy jako technik gitarowy. Billy Howerdel odniósł sporo sukcesów na tym polu, początkowo współpracując z lokalnymi zespołami z Nowego Jorku a kończąc na artystach o światowej sławie. W 1992 roku poznał Maynarda Jamesa Keenana i od tego momentu stał się stałym współpracownikiem zespołu Tool.
Zanim w 1999 zainicjował powstanie A Perfect Circle (choć plany odnośnie do tego projektu muzycznego sięgają 1996), obsługiwał trasy koncertowe takich grup jak m.in. Nine Inch Nails, The Smashing Pumpkins, Guns N’ Roses, Faith No More, David Bowie i in.
Wraz z Dannym Lohnerem (ex-Nine Inch Nails) jest współautorem muzyki do gry PlayStation2 'Jak X: Combat Racing' z 2005.
Od 2008 roku jest liderem nowego zespołu Ashes Divide z którym nagrał płytę Keep Telling Myself It’s Alright. Przez cały rok płyta była intensywnie promowana licznymi koncertami. Na początku roku 2009 pojawiły się jednak pogłoski o zaprzestaniu działalności nowego zespołu i prawdopodobnej reaktywacji A Perfect Circle.